# Takumi Nagayasu
Takumi Nagayasu (ながやす 巧, Nagayasu Takumi), né le 4 janvier 1949, est un dessinateur japonais de manga.

## Distinctions
En 1975, le mangaka remporte le Prix culturel Kōdansha, catégorie des mangas pour enfant, pour Ai to makoto. En 2010, il remporte le Prix d'Excellence de l'Association des auteurs de bande dessinée japonais.